# Kock (gmina)
Kock – gmina miejsko-wiejska w województwie lubelskim, w powiecie lubartowskim. W latach 1975–1998 gmina położona była w województwie lubelskim. W latach 1809–1954 gmina Białobrzegi.
Siedzibą gminy jest miasto Kock.
Według danych z 2021 roku gminę zamieszkiwało 6240 osób w tym 3078 mężczyzn i 3162 kobiety.

## Struktura powierzchni
Według danych z roku 2021 gmina Kock ma obszar 101,1 km², w tym:
- użytki rolne: 69,6%
- użytki leśne: 18,4%

Gmina stanowi 7,8% powierzchni powiatu.

## Demografia

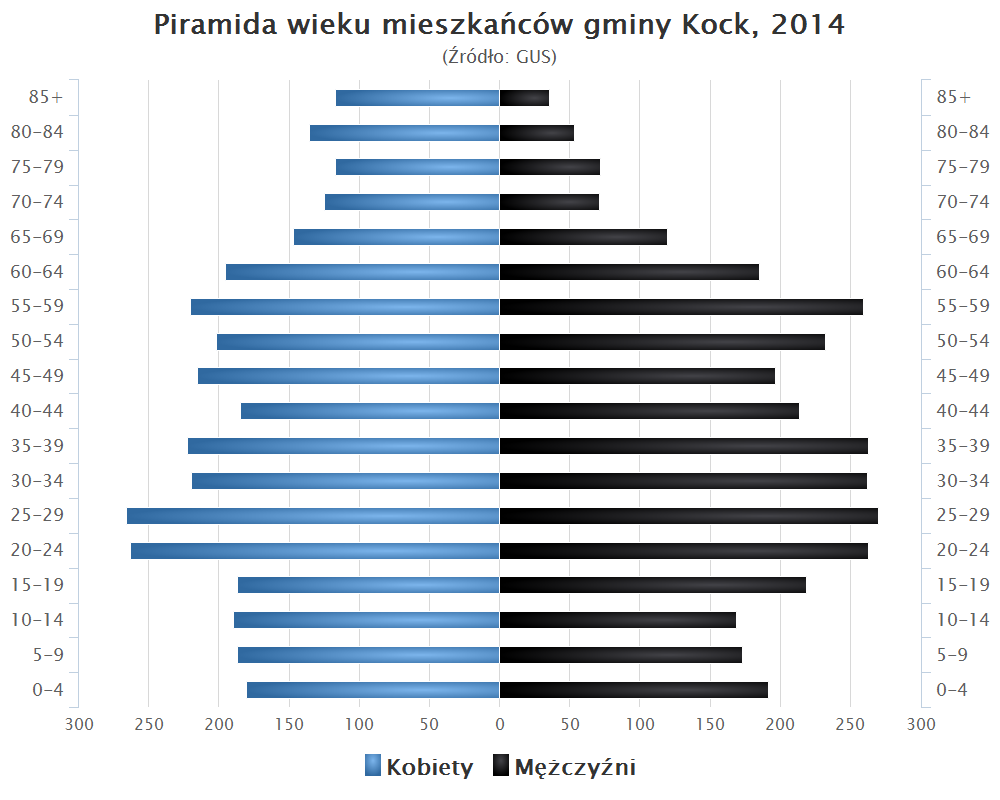
Piramida wieku mieszkańców gminy Kock w 2014 roku

Dane z marca 2021:
| Opis                              | Ogółem | Ogółem | Kobiety | Kobiety | Mężczyźni | Mężczyźni |
| --------------------------------- | ------ | ------ | ------- | ------- | --------- | --------- |
| jednostka                         | osób   | %      | osób    | %       | osób      | %         |
| populacja                         | 6240   | 100    | 3443    | 50,7    | 3398      | 49,3      |
| gęstość zaludnienia (mieszk./km²) | 64     | 64     | 34,2    | 34,2    | 33,8      | 33,8      |

## Sołectwa
Annopol, Annówka, Białobrzegi, Białobrzegi-Kolonia, Bożniewice, Górka, Kock "Wschód", Kock "Zachód", Kock Kolonia, Lipniak, Poizdów, Poizdów-Kolonia, Ruska Wieś, Talczyn, Talczyn-Kolonia, Wygnanka, Zakalew.
Bez statusu sołectwa Kock (osada).

## Sąsiednie gminy
Borki, Firlej, Jeziorzany, Michów, Ostrówek, Serokomla